# 山形県立長井工業高等学校
山形県立長井工業高等学校（やまがたけんりつ ながいこうぎょうこうとうがっこう）は、山形県長井市幸町にある県立工業高等学校。

## 概要
全国で見ても上位に入る技能検定合格者数、マイクロマウスによる大会での入賞などの実績を持つ。長井市内製造業企業への人材供給の一翼を担っており、地元で働きたいという希望を持つ高卒生を社会へ送り出す教育機関として、地域からの信頼が厚い。また、ロボット関係に強い学校としても有名。学生に「課題研究」を課し、自分で考え、自信と希望を持たせる取り組みを行っている。
かつては教育困難校と揶揄されるほどの荒れ果てた教育環境や、廃校対象に挙げられるといった危機に直面しながらも、地元に雇用を生み出す技術的下地、余力があるという幸運にも恵まれていたため、地元、教育現場が密接に繋がりながら危機を乗り越えていった。

## 略歴
学校の設立は1962年。当時の長井市はマルコン電子を頂点とした産業構造となっており、マルコン電子及び関連会社へ人材を輩出していた。
しかし、1980年代の円高を契機にマルコン電子が営業規模を縮小、そして1995年に吸収合併される。地元の基幹企業の衰退は、
- 雇用環境の悪化
- 職業訓練の機会減少（従前は、マルコン電子で採用された新人が現場で鍛えられ、関連企業に流れていった。OJTを通じて新卒者を鍛える余裕は、ある程度の企業規模がないと難しい）

をもたらし、長井市の雇用環境に大きな影を落とした。
同じ頃、社会の高学歴化が進み、働きたい学生であってもまずは大学を目指すようになり、長井工業高校には進学校に進めなかった（劣等感を抱いてしまっている）生徒が集まるようになる。学校の入口における学生の意欲低下、出口における雇用環境の悪化は、校内の雰囲気を悪化させ、喫煙、授業ボイコットなどの荒れた環境となった。地域からは「荒れた学校とその生徒」と見られるようになり、そのことがさらに校内環境を悪化させた（念のため付記すると、この時期の工業高校はどこも似たような状況で大なり小なり荒れていた。決して長井工業高校だけが特別に荒れていたというわけではない）。
この間、学校側は手をこまねいていたわけではない。生活指導のみにとどまらず、マイクロマウス、ミニソーラーカーの作成などによって学生の意欲向上を図ったり、「課題研究」によって物作りへの関心を高めるなどの手を打った。しかし、設備の限界や学校カリキュラムと実際の現場とのギャップなどから、状況の打開にまでは至らなかった。そんな中、校舎の老朽化、県内の高校クラス数削減といった要因を背景に、山形県では1994年に長井工業高校の廃校が検討議題として俎上に挙がった。
長井工業高校の廃校に一番の危機感を抱いたのは、実は地元の中小企業であった。これといった特色に乏しい地方においては、他地域からの労働力流入は望めない（進学、就職を契機とした労働力流出は、当たり前のように起きる）。上述の職業訓練の機会減少による労働力の質の低下に加えて、さらに労働力の供給元であった長井工業高校が廃校となれば、労働力自体の供給すらままならなくなる（長井市の特徴として、中小企業が技術力をつけていたため、親会社であるマルコン電子への依存度があまり高くなく、一定の雇用が見込める状況にあった）。
地元企業は長井工業高校OB、吉田功（吉田製作所社長）を中心に長井工業高校建設促進期成同盟会を結成し、存続活動を行った。また、学校教員と企業との交流が密になり、古い設備の学校への寄贈、現場に即したカリキュラムの検討や、教員を現場で訓練し技術レベルの向上が図られた。こうした取り組みの結果、長井工業高校は廃校を免れ、2000年の学課再編、2002年の校舎建て替えを経て、現在に至る。
2000年前後から、技能検定合格者が目に見えて増加したほか、マイクロマウスの大会入賞を通じて全国にロボットに強い学校としてアピールをするようになる。校内の雰囲気についても、実績がもたらす自信・地域からの信頼、福祉情報科新設による女子学生の増加などから、雰囲気は改善されていった。

## ロボットと長井工業高校
上述したとおり、長井工業高校は「ロボットに強い」というアピールポイントを持っていた。これに関する事例等を以下に述べる。
- 「ロボット」。この単語の分かりやすさに、自治体などが食いつく。地元企業が確かな技術力を持っていても、ただ「技術力があります」と言うだけでは説得力に欠ける。そこで「ロボットに強い」とアピールできれば、イメージしやすく、説得力のあるものとなる。そういう意味で、「ロボットに強い」は長井工業高校のある種のブランド力とも言える[1]。
- 合鴨農法において、アイガモの代わりをするロボットデジカモを開発している[1][2]（参考：長井工業高校デジカモプロジェクト）。

## 設置学科
- 全日制課程（2000年の学科再編後）
  - 機械システム科
  - 電子システム科
  - 環境システム科
  - 福祉情報科 - 市内女子学生の受け皿としての側面も持つ[1]

- 設立時課程（1999年まで）
  - 機械科
  - 電子科
  - 化工科

## 沿革
- 1962年（昭和37年） - 開校
- 2000年度（平成12年度） - 学科再編成
- 2001年度（平成13年度） - 新校舎完成
- 2002年度（平成14年度）－外構工事等完了

## 部活動
- 運動部
  - 野球部、バレーボール部、陸上競技部、サッカー部、卓球部、バドミントン部、ソフトテニス部、柔道部、テニス部、剣道部、女子ソフトボール部、弓道部、バスケットボール部
- 文化部
  - 吹奏楽部、美術部、写真部、工作部、JRC部

## アクセス
- 山形鉄道フラワー長井線あやめ公園駅前にある